# Morcote
Morcote je obec na jihu Švýcarska v kantonu Ticino, okrese Lugano. Nachází se na břehu Luganského jezera, asi 10 kilometrů jihozápadně od Lugana. Žije zde 723 obyvatel.

## Geografie
Morcote se nachází 10 kilometrů jihozápadně od Lugana na jižním břehu Luganského jezera na úpatí 822 metrů vysoké hory Monte Arbostora, naproti italské obci Porto Ceresio.
Sousedními obcemi jsou Lugano a Vico Morcote na severu, Brusino Arsizio na východě, Porto Ceresio (v italské provincii Varese) na jihu a Brusimpiano (v provincii Varese) na západě.

## Historie

Letecký pohled z roku 1929

První zmínka o Morcote pochází z roku 926, kdy se v dokumentu objevuje výraz habitator in Murcao. Název místa pravděpodobně pochází z latinského přídavného jména muricatum „zděný, opásaný zdí“. Roku 1353 se již objevuje podoba Murchoe.
Hrad nad Morcote, který dnes existuje jako zřícenina, sloužil ve vrcholném středověku ke sledování vodní dopravy. V roce 1422 udělil milánský vévoda obci právo na samosprávu (volbu hejtmana), právo rybolovu a trhu a osvobození od některých celních poplatků. V roce 1432, v roce morové epidemie, přežilo ve vesnici pouze sedm rodin.
V roce 1517 bylo Morcote dobyto konfederáty a přičleněno k luganskému hejtmanství, avšak jeho soudní a daňová autonomie, stejně jako právo rybolovu na celém jezeře, zůstaly nedotčeny. Morcote se stalo samostatnou farností v roce 1583. V roce 1623 založil architekt Giuseppe Fossati školu Scuola dei comacini morcotesi, která byla v roce 1902 nahrazena městskou kreslířskou školou. Při sesuvu půdy v roce 1862 se do jezera potopilo sedm domů.
Základem ekonomiky obce v pozdním středověku a raném novověku byl rybolov, zemědělství a námořní obchod, stejně jako remitence umělců, kteří emigrovali do Itálie. Až do výstavby přehrady Melide na Luganském jezeře, známé také jako Ponte Diga, v roce 1847 bylo Morcote důležitým překladištěm zboží a největším přístavem na jezeře. Zboží na trase mezi kantonem Ticino a severní Itálií bylo v Morcote přeloženo na lodě a převezeno přes jezero. Od 19. století žije Morcote stále více z cestovního ruchu, ke kterému se přidávají řemesla a vinařství. Botanický park, který založil obchodník s textilem Hermann Arthur Scherrer ze St. Gallenu, byl veřejnosti zpřístupněn v roce 1965.
Pro rok 2016 bylo Morcote zvoleno „nejkrásnější vesnicí Švýcarska“.

## Obyvatelstvo
| Rok            | 1591 | 1643 | 1769 | 1801 | 1850 | 1900 | 1950 | 1970 | 1980 | 1990 | 2000 | 2010 | 2020 |
| Počet obyvatel | 500  | 472  | 500  | 400  | 481  | 515  | 593  | 553  | 604  | 700  | 754  | 722  | 734  |

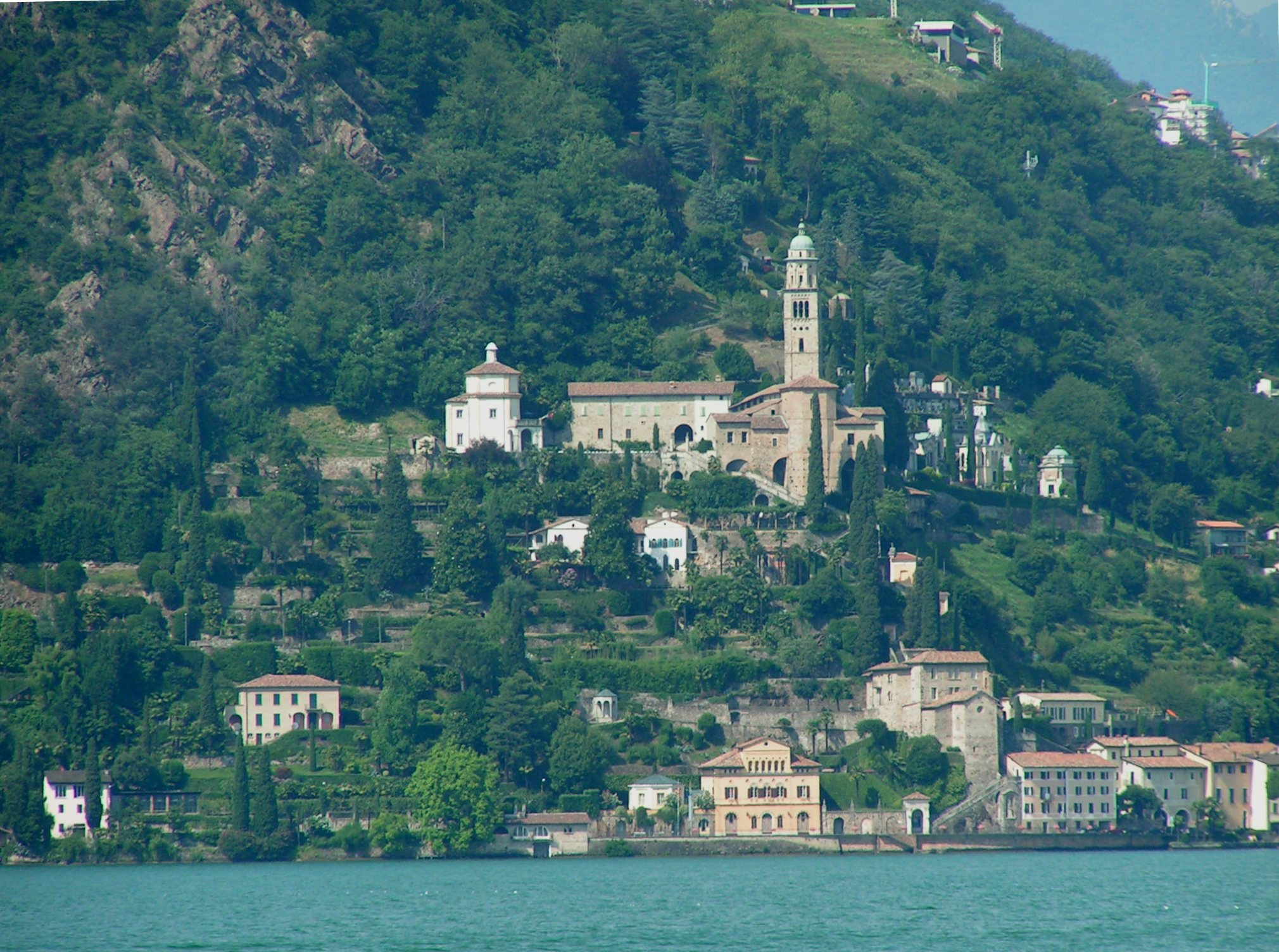
Pohled na Morcote ze druhého břehu, italského Porto Ceresio

Obec se nachází v jižní části kantonu Ticino, která je jednou z italsky mluvících oblastí Švýcarska. Převážná většina obyvatel obce tak hovoří italsky.

## Doprava
Morcote se nachází na regionální silnici která vede podél břehu jezera přes Barbengo (místní část Lugana) a Vico Morcote. Nejbližší dálniční sjezdy na dálnici A2 (Basilej – Lucern – Gotthard – Lugano – Chiasso) jsou Melide/Bissone a Lugano-Sud u Noranca.
Na území obce se nenachází žádné železniční tratě. Nejbližší železniční zastávka na Gotthardské dráze se nachází v Melide. Letiště Lugano-Agno leží asi 9 km severozápadně.

## Zajímavost
V roce 2023 bylo Morcote (spolu s obcí Saint-Ursanne v kantonu Jura) zařazeno na seznam „nejlepších turistických vesnic“ Světové organizace cestovního ruchu OSN.

## Osobnosti
- Eugen d'Albert (1864–1932), německý hudební skladatel a klavírista, v Morcote se rekreoval a je pohřben na místním hřbitově
- Peter Alexander (1926–2011), rakouský zpěvák, v obci dlouhodobě žil
- Magda Schneiderová (1909–1995), rakousko-německá herečka, matka Romy Schneider, v Morcote měla vilu
- Romy Schneider (1938–1982), německo-francouzská herečka, v Morcote žila a zasnoubila se zde s Alainem Delonem